# Mudaste
Mudaste is een plaats in de Estlandse gemeente Hiiumaa, provincie (en eiland) Hiiumaa. De plaats heeft de status van dorp (Estisch: küla).
Mudaste lag tot in oktober 2013 in de gemeente Kõrgessaare, daarna tot in oktober 2017 in de gemeente Hiiu en sindsdien in de fusiegemeente Hiiumaa.

## Bevolking
Het dorp had 10 inwoners op 31 december 2011 en 11 inwoners op 31 december 2021.

## Ligging
De plaats ligt aan de Baai van Meelste aan de noordkust van het eiland Hiiumaa.